# Théâtre national du Ghana
Pour les articles homonymes, voir Théâtre national.
Le Théâtre national a été ouvert en 1992 pour diriger le mouvement théâtral au Ghana en offrant un lieu multifonctionnel pour des concerts, des spectacles de danse, de théâtre et de musique, des pièces de théâtre, des expositions et des événements spéciaux. Au Ghana, le théâtre en tant que forme artistique existe depuis des siècles dans les expressions dramatiques traditionnelles de la société ; cependant, le National Theatre Movement (NTM) a été conçu à l'époque de l'indépendance du Ghana en 1957 pour aider à remodeler l'identité culturelle de la nouvelle nation. Le théâtre est régi par la loi sur le théâtre national de 1991, la loi PNDC 259. Le bâtiment abrite les trois compagnies résidentes de la National Dance Company, de l'Orchestre symphonique national (en) et des National Theatre Players. 

## Construction
La construction débute le 8 mars 1990 et s'achève le 16 décembre 1992, pour une inauguration deux semaines plus tard, le 30 décembre 1992,. Il a été construit par les Chinois et offert en cadeau au Ghana. 

## Structure

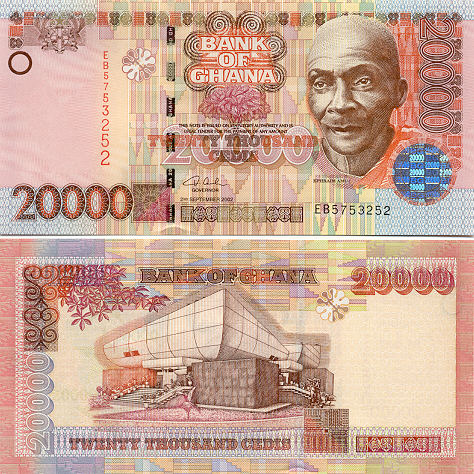
Le bâtiment figure sur le billet de 20000 cedis (2002).

Le théâtre a une superficie de 11 896 m2 et est situé près de la jonction de l'avenue de l'indépendance et de la route du Libéria. Le bâtiment a une moulure de construction compliquée et de nouvelles caractéristiques extérieures. Vue de loin, toute la structure ressemble à un gigantesque navire ou à une mouette déployant ses ailes. Le théâtre situé est dans le quartier Victoriaborg (en) d'Accra, au Ghana.

## Compagnie nationale de danse
La National Dance Company est également connue sous le nom de «Ghana Dance Ensemble». La société a été créée à l'Institut des études africaines de l'université du Ghana comme la première du genre en 1962. Il a ensuite été dirigé par le professeur émérite. J.H. Nketia et a été approuvé par Kwame Nkrumah en 1962. La compagnie a déménagé au Théâtre national en 1992 avec le professeur émérite Mawere Opoku en tant que directeur artistique. Depuis lors, la société a eu d'autres administrateurs tels que David Amoo (2006 - 2013), M. Nii-Tete Yartey (2013-2018) et Stephany Ursula Yamoah (2018 à ce jour).  

## The Drama Company
The Drama Company est l'un des trois groupes de spectacles résidents du Théâtre national. Il a été créé en août 1983 en tant que troupe de répertoire modèle pour faciliter l'enseignement, la recherche et l'expérimentation à l'université du Ghana, à Legon. Ensuite, elle est devenue la compagnie résidente du théâtre à son achèvement en 1991. 

## Concert Party
La soirée de concert, un spectacle de théâtre très apprécié qui a culminé au début du XXe siècle, attire le public au théâtre. Le concert, bien qu'il ait ses origines en Grande-Bretagne, a été remodelé par des artistes ghanéens et est devenu une forme populaire de théâtre dans les années 1950 et 1960. En plus d'être transformé en films, séries télévisées et cassettes, le concert a été apprécié pour ses performances théâtrales, souvent organisées au théâtre national. En fait, le médium a été utilisé pour le «théâtre pour le développement» pour discuter de sujets tels que la planification familiale, le sida et la protection de l'environnement, une idée lancée à l'origine par les Brigades des travailleurs et Efua Sutherland,. 